# Từ Thứ
Từ Thứ (chữ Hán: 徐庶, 160-235), tự là Nguyên Trực (元直), là mưu sĩ của sứ quân Lưu Bị và sau đó là đại thần nhà Tào Ngụy thời Tam Quốc trong lịch sử Trung Quốc.

## Cuộc đời
Nguyên tên ông là Từ Phúc (徐福), người quận Dĩnh Xuyên, Dự châu (nay thuộc Trường Cát, Hứa Xương, Hà Nam, Trung Quốc) Từ Phúc xuất thân trong một gia đình nghèo (單家, đan gia). Thời trẻ, ông thích học đánh kiếm. Khoảng những năm Trung Bình (184 - 189, thời Hán Linh Đế), để báo thù cho bạn mà ông phạm tội giết người. Khi bị quan phủ bắt, ông cứng cỏi không khai tên tuổi, bị quan sai trói diễu phố để nhận diện, nhưng không ai nói ra tên thật của ông. Về sau, ông được bạn bè dùng mưu giải cứu, do cảm cái nghĩa, ông bắt đầu bỏ võ theo văn, đổi tên thành Từ Thứ.
Khoảng những năm 190-193, Từ Thứ cùng bạn là Thạch Thao (tức Thạch Quảng Nguyên) đi về phía nam đến Kinh Châu, kết bạn với Gia Cát Lượng và Bàng Thống. Sau đó Từ Thứ đến Tân Dã (thuộc quận Nam Dương) giúp Lưu Bị - lúc đó đang nương nhờ Châu mục Kinh châu là Lưu Biểu. Ông tiến cử Gia Cát Lượng với Lưu Bị, sau đó Lưu Bị nhiều lần đến nhà Gia Cát Lượng để tiếp xúc. Một thời gian sau Gia Cát Lượng cũng đến làm mưu sĩ cho Lưu Bị bên cạnh Từ Thứ.
Năm 208, Tào Tháo mang đại quân xuống đánh Kinh châu. Lưu Biểu qua đời, con là Lưu Tông đầu hàng Tào Tháo. Lưu Bị mang dân sơ tán, bị Tào Tháo đánh bại ở Đương Dương Tràng Bản. Gia quyến Lưu Bị và mẹ Từ Thứ tên là Từ Trắc cũng bị bắt tại đây. Tào Tháo nhờ mẹ Từ Thứ viết thư chiêu dụ con về phía mình. Từ Thứ nhận được thư mẹ bèn từ biệt Lưu Bị sang phục vụ Tào Tháo.
Từ khi sang Tào, Từ Thứ không đóng góp gì đáng kể cho họ Tào. Ông làm đến chức Bộ binh Hiệu úy, phong Quan nội hầu. Năm 220, Tào Tháo qua đời, Tào Phi lên thay. Từ Thứ khuyên Tào Phi cướp ngôi Hán Hiến Đế lập ra nhà Tào Ngụy. Ông được phong làm Hữu trung lang tướng (右中郎將) và Ngự sử trung thừa (御史中丞). 
Lúc Gia Cát Lượng mang quân Bắc phạt đánh Tào Ngụy, nghe tin Từ Thứ và Thạch Thao ở Ngụy chỉ được phong chức quan thấp kém, liền than thở rằng: Nước Nguỵ nhiều kẻ sĩ vậy! Hai người ấy cũng chẳng được dùng ư ?.
Vào những năm Thái Hòa (227-232) thời Ngụy Minh Đế, Từ Thứ lâm bệnh mất, không rõ năm nào. Ông hoạt động khoảng 40 năm từ cuối thời Đông Hán đến đầu thời Tam Quốc.

## Trong Tam quốc diễn nghĩa
Trong tiểu thuyết Tam quốc diễn nghĩa, Từ Thứ xuất hiện ở hồi thứ 35. Ông lấy tên giả là Đan Phúc (單福), theo phò tá Lưu Bị và đã hiến kế cho Lưu Bị đánh bại tướng của Tào Tháo là Tào Nhân, đánh úp chiếm Phàn Thành. Mưu sĩ của Tào Tháo là Trình Dục biết thân phận thật sự của Đan Phúc chí là Từ Thứ, do có tội bỏ trốn nên lấy tên giả, và có lời nhận xét so sánh tài năng của Từ Thứ với mình là "Người ấy mười phần; Dục không được lấy một!". Vì vậy, Tào Tháo đã lập mưu bắt mẹ Từ Thứ, dù Từ mẫu không đồng ý cộng tác nhưng Tào Tháo dùng mưu kế của Trình Dục, bắt chước nét chữ của bà để viết thư dụ Từ Thứ.
Từ Thứ tưởng là thư của mẹ gửi nên đành từ biệt Lưu Bị ra đi. Ông nói hết tên tuổi thật của mình và tiến cử Gia Cát Lượng với Lưu Bị, sau đó đi Hứa Xương. Tam Quốc diễn nghĩa tường thuật việc này trước khi xảy ra trận Đương Dương - Trường Bản mà chính sử nêu. Mẹ Từ Thứ khi thấy con trai đến thì rất tức giận, chửi mắng ông rồi tự vẫn. Từ Thứ biết mình bị lừa, nguyện suốt đời không giúp kế gì cho Tào Tháo.
Vụ việc này được gọi là điển tích "Từ Thứ quy Tào". Sự thực La Quán Trung đã hư cấu 2 tình tiết: Gia Cát Lượng đến với Lưu Bị khi Từ Thứ vẫn chưa sang Tào và mẹ Từ Thứ tự nguyện viết thư cho ông, không cự tuyệt Tào Tháo; thời gian xảy ra việc này sau trận Đương Dương Tràng Bản năm 208.
Tuy nhiên việc Từ Thứ không phục Tào Tháo, không hiến kế gì cho ông ta thì là thật, bởi sau khi sang Ngụy ông không có hoạt động gì nổi bật. Từ Thứ còn xuất hiện một lần nữa ở hồi 48, trước khi Trận Xích Bích nổ ra. Ông biết được Bàng Thống bày kế liên hoàn để lừa Tào Tháo, nhưng ông nhớ lời hứa với Lưu Bị mà không tiết lộ cho Tào Tháo, mà lại theo kế của Bàng Thống bày cho, giả vờ xin Tào Tháo cho về lại phương Bắc để giữ hậu phương. Nhờ đó ông thoát khỏi trận chiến Xích Bích, nơi số lớn quân Tào bị tiêu diệt.